# Anna Jurakowa
Anna Andriejewna Jurakowa z d. Czernowa (ros. Анна Андреевна Юракова z d. Чернова; ur. 7 września 1992 w Kałudze) – rosyjska łyżwiarka szybka.

## Kariera
Największy sukces w karierze osiągnęła w sezonie 2016/2017, kiedy zajęła drugie miejsce w klasyfikacji końcowej Pucharu Świata na 3000 m/5000 m. W klasyfikacji tej rozdzieliła Czeszkę Martinę Sáblíkovą i Antoinette de Jong z Holandii. W zawodach Pucharu Świata zadebiutowała 11 grudnia 2009 roku w Salt Lake City, zajmując 19. miejsce w fianle B wyścigu na 3000 m. Na podium po raz pierwszy stanęła 18 listopada 2016 roku w Nagano, kończąc bieg na 3000 m na trzeciej pozycji. W 2014 roku wystartowała na igrzyskach olimpijskich w Soczi, gdzie na dystansie 5000 m zajęła dziewiąte miejsce. Była też między innymi czwarta w biegu na 5000 m podczas dystansowych mistrzostw świata w Gangneung w 2017 roku.